# Наукова модель
Модель в науці — будь-який образ, аналог (уявний чи умовний: зображення, визначення, схема, креслення, графік, карта та ін.) якого-небудь об'єкта, процесу або явища («оригіналу» цієї моделі). 
- Математична модель — модель, яка використовує мову математики.
- Модель формальної системи в математиці і логіці - будь-яка сукупність об'єктів, властивості яких і відносини між якими задовольняють аксіомам і правилам виводу формальної системи, що служить тим самим спільним (неявним) визначенням такої сукупності.
- Модель в теорії алгебраїчних систем (математика) - сукупність деякої множини і заданих на її елементах властивостей і відносин.
- Полігональна модель  в комп'ютерній графіці - образ об'єкта, «зшитий» з безлічі багатокутників.
- Модель в лінгвістиці - абстрактне поняття еталона або зразка будь-якої системи (фонологічної, граматичної і ін.), вистава найзагальніших характеристик будь-якого мовового явища; загальна схема опису системи мови або будь-якої його підсистеми.
- Модель в економіці.